# Zacinto
Zacinto o Zante (en griego, Ζάκυνθος, Zákynthos, AFI: [ˈzacinθos]) es una isla griega del grupo de las islas Jónicas y también una de las unidades periféricas de Grecia. Aparece citada en la Odisea de Homero.

## Geografía

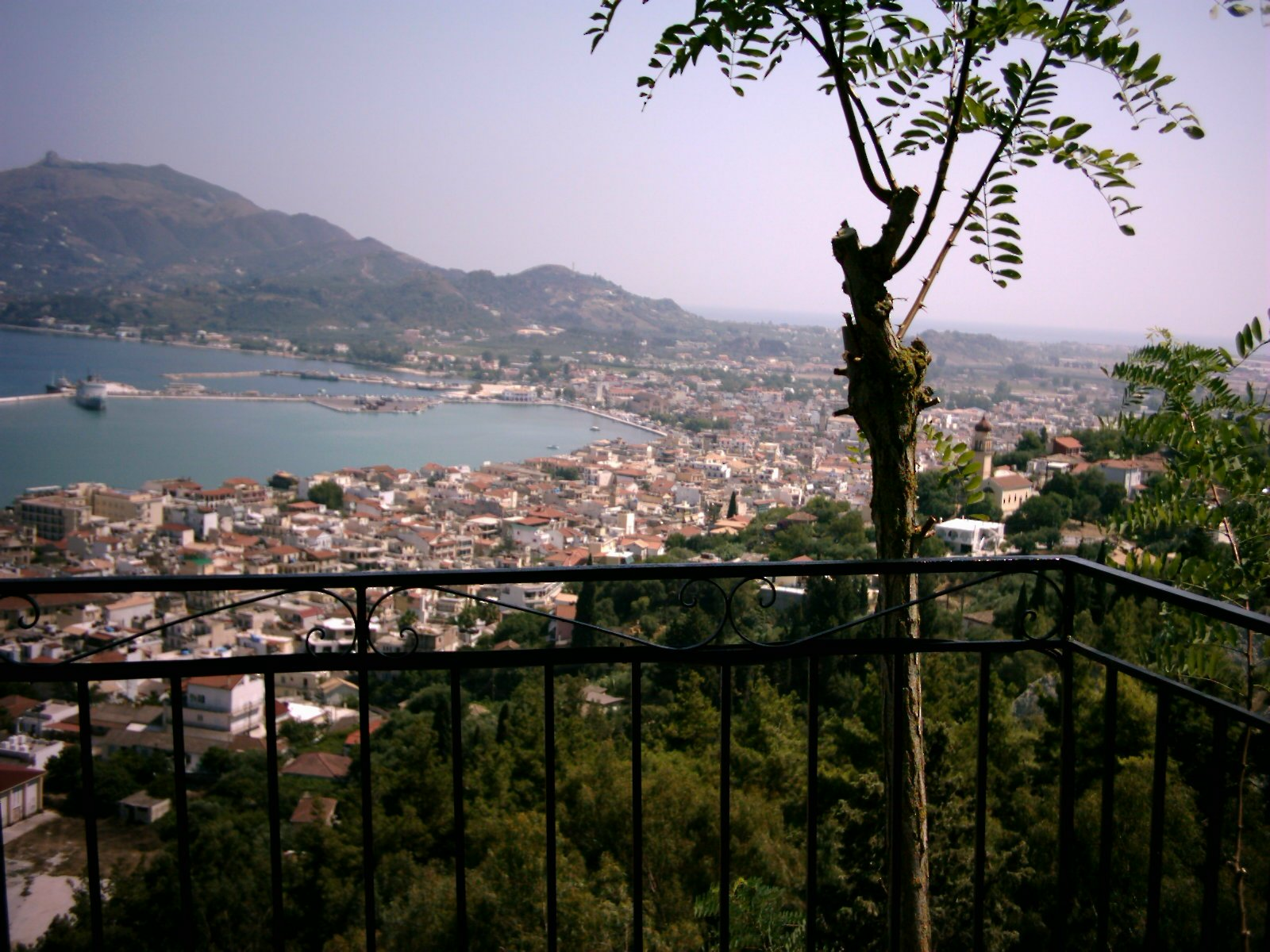
Vista de la ciudad de Zacinto.

La capital es la ciudad de Zacinto, también llamada Chora, es decir, «la ciudad». La isla y la unidad periférica tienen una superficie de unos 409 km² y tenían en 2005 una población de 42.000 personas (102 hab./km²). La línea costera mide 123 km y la isla tiene unos 40 km de longitud y 20 de anchura. El punto más alto es el monte Vrachionas, de 758 metros. El nombre deriva de Zacinto, hijo de Dárdano, el legendario jefe de Arcadia.
La ciudad de Zante está en la costa oriental. No tiene restos de la antigua ciudad, excepto algunas columnas e inscripciones. Está en una bahía semicircular y la acrópolis se hallaba en el lugar donde después se construyó el castillo veneciano que aún permanece. Además, hay una iglesia católica y una iglesia griega.
La ciudad de Zante se extiende sobre un círculo irregular. El terremoto de 1953 y el incendio que lo siguió permitieron una reconstrucción moderna de la ciudad. La nueva ciudad ha intentado mantener el estilo antiguo de la ciudad, aunque sin éxito, si bien en la Plaza Solomos aún quedan restos de la ciudad antes del terremoto. En ella está el Museo de Arte postbizantino de Zante y la biblioteca. Cerca de ellos, se encuentra la iglesia de Agios Nikolas, una iglesia de estilo renancentista del siglo XVII, siendo ésta uno de los pocos edificios que han sobrevivido al terremoto y al incendio de 1953. En el centro de la plaza se levanta una estatua de Dionysios Solomos, natural de Zante, que fue un conocido poeta. Strata Marina, la calle que rodea al puerto, empieza en la plaza Solomos y acaba en la iglesia de San Dionisio, patrón de la isla. La parte del sur, conocida como Neachori, es la más pobre de la ciudad, ya que fue la parte en la que el terremoto de 1953 causó más daños.
Otros puntos de interés en la ciudad son la iglesia de Agia Faneromi y la iglesia Nuestra Señora de los Ángeles, que tiene magníficos cuadros cretenses.

## Economía y clima

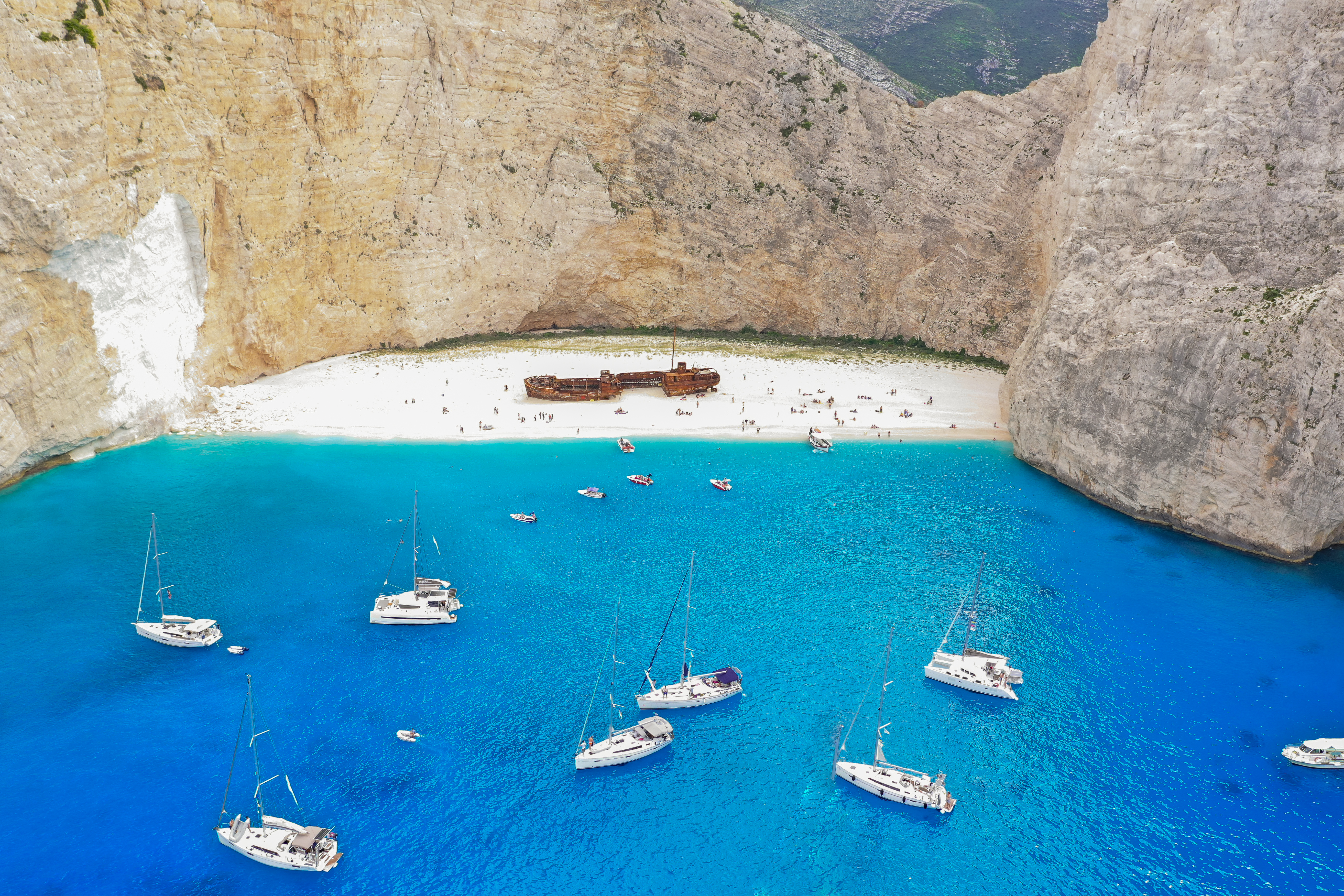
Restos del MV Panagiotis en la playa Navagio.

La isla se compone de llanuras fértiles al sur y de montañas al oeste. El clima es mediterráneo. Posee vegetación densa. Produce aceite de oliva, uva y cítricos, como naranjas y limones. La isla tiene aeropuerto, que se llama Aeropuerto de Dionisos Solomos y está situado al sudeste. 
También al suroeste está el parque nacional marino de la isla de Zante con las famosas tortugas de la isla, las Caretta caretta, una especie en peligro de extinción que se encuentra principalmente en la bahía de Laganas. Es famosa la uva dulce de la isla con la cual se produce la Zante currant o pasa de Zante.

## Personajes y lugares de interés
Aparte del poeta y marino del siglo XVI Marcos Defaranas, el personaje más importante de la isla es el poeta del siglo XIX Dionisos Solomos, el principal de los modernos poetas griegos y autor del himno nacional. También nació aquí Ioannis Focas. Otros personajes relevantes de la isla son Ugo Foscolo y Andreas Kalvos. En Zante falleció en 1829 el viajero explorador y filántropo inglés Peter Schmidtmeyer, que dejó un interesante libro sobre su viaje a Chile, realizado en 1820 y 1821; varias de las litografías que lo ilustran están basadas en sus dibujos.
Los puntos principales de interés son la bahía Navagio, el cabo Skinari y la cueva azul. En la parte montañosa, las Anafontria, desde donde hay una espléndida vista, con un monasterio cercano. La villa montañesa de Keri, al sur, tiene un faro. Las mejores playas son Porto Limnionas, Porto Vromi y Porto Zoro. En la isla se da un fenómeno natural que son unos pozos o fuentes de agua gasificada a presión. Están a unos 20 km de la capital en la bahía de Chieri en un valle húmedo. Hay en la isla otras fuentes minerales, probablemente de origen volcánico.
Fue una de las islas griegas donde filmaron el exitoso drama surcoreano Descendientes del sol. La isla fue representada como un país ficticio llamado Urk. Bahía Navagio tuvo que ser desalojada para poder grabar varias escenas.

## Terremotos
La isla ha sufrido muchos terremotos. Uno de los primeros documentados en la isla fue el de 1840, seguido de los de 1873, 1886 y 1893, que fue especialmente fuerte. Este fue precedido de varios seísmos de menor intensidad y se produjo a las 5:30, seguido de otro a la 14:00 del día siguiente y de otro a las 18:00 del siguiente. Durante el terremoto, el gobernador de la isla amenazó a unos pescadores para que les diera la barca para poder escapar de la isla con su familia. Al día siguiente, 500 personas llegaron al puerto de Patras. Al tercer día, cayó una fuerte tormenta.

## Municipios
| Municipio | Sede             | Mapa |
| Alykes    | Alykes           |      |
| Arkadi    | Vanato           |      |
| Artemisio | Macherado        |      |
| Elata     | Volimes          |      |
| Lagana    | Lagana           |      |
| Zacinto   | Zacinto (ciudad) |      |

## Historia
El nombre original de la isla habría sido Hirie, pero recibió el de Zacinto (en latín Zacynthus) porque fue colonizada por Zacinto, el hijo de Dárdano, procedente de Psofis en Arcadia (por lo que la acrópolis de la ciudad de Zacinto fue llamada Psofis). Tucídides dice que la isla fue colonizada por los aqueos del Peloponeso en el segundo milenio a. C. La tradición dice que la ciudad fundó una colonia, que fue Sagunto, en colaboración con rútulos de Ardea (supuestamente antes de la guerra de Troya). En el catálogo de las naves de la Ilíada, Zacinto es uno de los territorios que participaron en la expedición contra Troya que pertenecían a las fuerzas acaudilladas por Odiseo. En la Odisea, Zacinto, a la que se aplica el epíteto de boscosa, era el territorio de procedencia de veinte de los pretendientes de Penélope. Según relata Heródoto, los habitantes de la isla eran hostiles a los lacedemonios y a algunos fugitivos de Esparta que se refugiaron en Zacinto. Desde la Antigüedad una actividad característica de la isla era la extracción de pez mineral de las aguas de sus lagos.
En la guerra del Peloponeso la isla fue aliada de Atenas y en 430 a. C. los espartanos atacaron la ciudad. Poco tiempo después los atenienses la utilizaron de base naval en su expedición a Pilos. En el 415 a. C. fueron aliados de los atenienses en la expedición a Sicilia. Después de la guerra del Peloponeso la isla fue aliada de Esparta (404-373 a. C.).

En el 374 a. C. Timoteo, comandante ateniense, de regreso de Corcira, dejó algunos exiliados de Zacinto que se establecieron en un lugar fortificado para luchar contra el gobierno proespartano que pidió ayuda a Esparta, que envió una flota de 25 barcos a Zacinto, pero no pudo impedir la toma del poder por los demócratas. La isla ayudó a Dion en su expedición a Siracusa para expulsar al tirano Dionisio I (357 a. C.)
Cayó bajo dominio de Macedonia hacia 217 a. C., con el rey Filipo V de Macedonia. En 211 a. C. el pretor romano Marco Valerio Levino ocupó la ciudad de Zacinto con excepción de la ciudadela, pero fue devuelta a Macedonia. En 208 a. C. fue concluida una paz en Atamania bajo el gobierno conjunto de Filipo de Megalópolis y Hierocles de Acragante, que duró hasta el 191 a. C., en que se integró en la Liga Aquea, pero los macedonios la cedieron entonces a Roma. Durante las guerras mitridáticas fue atacada por el general Arquelao, que fue rechazado.
Perteneció al Imperio romano y después al bizantino.

En 1185 fue ocupada por el pirata Margaritone de Brindisi, al servicio de los normandos de Sicilia pero nacido en la isla. En 1194 el emperador Enrique IV ocupó Nápoles y Margaritone, que desde 1192 había sido llamado conde de Malta, fue encarcelado. Enrique IV reconoció la soberanía bizantina de Zante (y Cefalonia), pero la posesión de la isla (y de Cefalonia y Corfú) fue conservada por los yernos de Margaritone (en Cefalonia y Zante por Ricardo Orsini y en Corfú por Leone Vetrano). Los Orsini fueron reconocidos en 1205 como condes de Cefalonia y señores de Zante al caer el Imperio como feudatarios de Venecia, y se impusieron después de luchar con un pretendiente feudatario del Imperio Latino en 1224. Después fueron déspotas de Epiro, y en 1324 Margarita Orsini recibió la mitad del señorío de la isla en feudo de Nápoles, y en 1328 su marido Guillermo II Tocco (un noble napolitano con el que se había casado hacia 1311) recibió la investidura por derecho uxor y gobernó la isla hasta 1357. En 1358 a la muerte de Nicéforo II Orsini (hijo de Juan II Orsini, que tenía la otra mitad de Zante y toda Cefalonia) sus derechos pasaron a Leonardo I Tocco, hijo de Guillermo II y de Margarita. En 1386 la soberanía retornó a Venecia y los Tocco continuaron como señores con Carlos I Tocco (1381-1429), Carlos II Tocco (1429-1448), Leonardo III Tocco (1448-1479, bajo regencia de la madre de 1448 a 1460) y Antonio Tocco (1481-1485), menos desde 1479 hasta 1481 en que fue ocupada por los otomanos. Venecia se anexionó la isla y la dominó después de 1485.

### Señores de Zante
- Margaritone de Brindisi 1185-1194 (feudo de Sicilia)
- Ricardo Orsini, regente 1194-hasta 1203 (feudo bizantino)
- Mateo I Orsini 1194/1203-1238 (feudo bizantino 1205, feudo veneciano desde 1224)
- Regencia (probablemente Ana Ángela) 1238-1260
- Ricardo I Orsini 1238/1260-7 de abril de 1304 (hijo de Mateo)
- Juan I Orsini 1304-1317 (después Juan I Ángel-Comneno) (hijo, asociado 1303-1304)
- Nicolás Orsini 1317-1323 (hijo)
- Juan II Orsini 1323-1324, y la mitad 1324-1335
- a Nápoles 1324-1325
- Margarita Orsini 1325-1328 (la mitad, feudo napolitano)
- Guillermo II Tocco 1328-1335 (la mitad, feudo napolitano)
- Nicéforo II Orsini 1335-1358 (la mitad)
- Leonardo I Tocco 1358-1381 (hijo de Guillermo II Tocco)
- Carlo I Tocco 1381-1429 (bajo soberanía de Venecia desde el 1386) (hijo)
- Leonardo II Tocco (hermano) asociado 1414
- Carlo II Tocco 1429-1448 (hijo de Leonardo II e hijo adoptivo de Carlos I)
- Raimondina Ventimiglia, regente 1448-1460
- Leonardo III Tocco 1460-1479
- Ocupación turca 1479-1481
- Antonio Tocco 1481-1485
- A Venecia 1485

### Proveditori venecianos (gobernadores) de Zante
- Niccolò Foscolo 1698 - 1701
- Constantino Michieli 1701 - 1703
- Giambattista Lippomano 1703 - 1704
- Niccolò Bono 1704 - 1706
- Andrea Bono 1706 - 1708
- Marino da Pesaro 1708 - 1710
- Pietro Bragadino 1710 - 1712
- Vettore Capello 1712 - 1714
- Girolamo Donato 1714 - 1716
- Lucio Da Riva 1716 - 1718
- Pietro Zambelli 1718 - 1720
- Antonio Bembo 1720 - 1722
- Barbarigo Balbi 1722 - 1724
- Andrea Marcello 1724 - 1726
- Marcantonio Dolfin 1726 - 1729
- Almoro-Cesare Tiepolo 1729 - 1731
- Filippo Boldú 1731 - 1733
- Girolamo Minotto 1733 - 1734
- Giovanni Pasqualigo 1734 - 1737
- Pietro Donato 1737 - 1740
- Pietro Quirini 1740 - 1742
- Giorgio Bembo 1742 - 1744
- Enrico Dandolo 1744 - 1746
- Nicolò Bembo 1746 - 1748
- Gianfrancesco Da Molin 1748 - 1750
- Bertuccio Falier 1750 - 1752
- Francesco-Maria Grimani 1752 - 1755
- Nicolò Balbi 1755 - 1757
- Luigi Zeno 1757 - 1759
- Andrea Marin 1759 - 1761
- Francesco Manolesso 1761 - 1763
- Giovani Doro 1763 - 1766
- Girolamo Donato 1766 - 1768
- Claudio Gherardini 1768 - 1770
- Marcantonio Trevesano 1770 - 1772
- Francesco Pasqualigo 1772 - 1774
- Nicolò Minio 1774 - 1777
- Girolamo Bader 1777 - 1779
- Iseppo Diedo 1779 - 1781
- Marco Giorgio 1781 - 1783
- Giovanni Pasqualigo 1783 - 1785
- Ferigo Morosini 1785 - 1787
- Gianfrancesco Manolesso 1787 - 1789
- Paolo Paruta 1789 - 1792
- Luigi Duodo 1792 - 1794
- Glovan-Marco Balbi 1794 - 1796
- Francesco Bragadino 1796 - julio de 1797

El 5 de mayo de 1622 se produjo un terremoto de 6,6 grados en la escala de Richter y de 9 grados en la escala de Mercalli (de 12 grados). El tsunami resultante destruyó los asentamientos costeros, dejando «muchos muertos».
De 1797 a 1799 fue ocupada por Francia a la que había estado cedida por el Tratado de Paz de Campo Formio el 17 de octubre de 1797 y fue incluida (7 de noviembre de 1797) en el departamento del mar Egeo (que comprendía también las islas Kythira, Stofadhes, y Karaiskakis). El 23 de octubre de 1798 fue ocupada por los rusos con ayuda de los otomanos. El jefe local Antonio Martinegos asumió el control de la isla y cuando se proclamó la República de las Islas Jónicas bajo protección conjunta de rusos y otomanos (2 de abril de 1800), no la quiso reconocer y permaneció rebelde en la isla hasta 1807. El 20 de julio de 1807 la isla, junto con las otras islas Jónicas y los puertos continentales, fue cedida a Francia que la anexionó el 13 de septiembre de 1807 y el 8 de octubre de 1809 la unió a las Provincias Ilíricas. El 16 de octubre de 1809 los británicos ocuparon Zante y después las otras islas (1809-1810) y el 5 de noviembre de 1815 se estableció el protectorado británico de los Estados Unidos de las Islas Jónicas. Como el resto de las Islas Jónicas pasó a Grecia el 1 de junio de 1864 por el  Tratado de Londres.
Fue ocupada por los italianos el 28 de marzo de 1941, a los que substituyeron los alemanes el 8 de septiembre de 1943, quienes abandonaron la isla el 12 de octubre de 1944.
El 12 de agosto de 1953 fue parcialmente destruida por un terremoto. En abril de 2006 se produjeron terremotos de menos intensidad.